# Сингх, Балбир (хоккеист на траве, апрель 1945)
Балбир Сингх Кулар (англ. Balbir Singh Kular, 5 апреля 1945, Сансарпур, Британская Индия) — индийский хоккеист (хоккей на траве), полузащитник. Бронзовый призёр летних Олимпийских игр 1968 года.

## Биография
Балбир Сингх родился 5 апреля 1945 года в индийской деревне Сансарпур.
Впоследствии жил в Джаландхаре, учился в местной школе.
В 1962 году играл за студенческую сборную Индии в Афганистане. В 1964 году выступал за Пенджаб в чемпионате Индии, в 1965—1974 годах защищал цвета «Сервисез» из Нью-Дели, был капитаном команды.
В 1965 году поступил на службу в индийскую армию. Дослужился до звания полковника, был награждён медалью «Вишишт Сева», которую вручают за выдающуюся службу.
В 1966 году дебютировал в составе сборной Индии, участвовал в турне по Европе (1966—1968), Японии (1966), Кении (1967), Уганде (1968).
В 1966 году в составе сборной Индии завоевал золотую медаль хоккейного турнира летних Азиатских игр в Бангкоке.
В 1968 году вошёл в состав сборной Индии по хоккею на траве на Олимпийских играх в Мехико и завоевал бронзовую медаль. Играл на позиции полузащитника, провёл 9 матчей, забил 3 мяча (по одному в ворота сборных ФРГ, Мексики и Австралии).
В том же году удостоен государственной спортивной премии «Арджуна».
В 70-е годы был вынужден завершить игровую карьеру из-за проблем с коленом. Работал тренером. В 70-80-е годы тренировал команду ASC. 
В 1982 году возглавлял сборную Индии, завоевал с ней серебро на чемпионате мира в Мельбурне и хоккейном турнире летних Азиатских игр в Нью-Дели, а также бронзу Трофея чемпионов в Амстердаме. В марте-июле 1987 года был селекционером сборной Индии, в 1995 году — её менеджером.
В 1995—1998 годах тренировал женскую сборную Индии.
В 1999 году получил награду Lifetime Achievement Award.
Позже был президентом хоккейной ассоциации Сансарпура.
28 мая 2012 года представил автобиографическую книгу Sansarpur to London Olympics, в которой рассказал о 60-летней истории олимпийского индийского хоккея на траве, своей военной и спортивной карьере.

## Увековечение
В 1966 году был изображён на индийской почтовой марке, посвящённой победе сборной Индии по хоккею на траве на летних Азиатских играх.